# Office de Représentation Industrielle et Automobile à Lyon
Office de Représentation Industrielle et Automobile à Lyon war ein französischer Hersteller von Automobilen.

## Unternehmensgeschichte
Das Unternehmen aus Lyon begann 1923 mit der Produktion von Automobilen nach einer Lizenz von Sénéchal. Der Markenname lautete Orial. 1924 endete die Produktion.

## Fahrzeuge
Im Angebot standen Cyclecars. Für den Antrieb sorgte ein Vierzylindermotor von Ruby mit 904 cm³ Hubraum.